# Волгоградське водосховище
Волгоградське водосховище (рос. Волгоградское водохранилище) — водосховище, утворене греблею Волзької ГЕС ім. 22-го з'їзду КПРС на р. Волзі, на території Волгоградської і Саратовської областей РФ. Заповнення відбувалося протягом 1958—61.
Площа 3117 км², об'єм 31,5 км³, довжина 540 км, найбільша ширина 17 км, середня глибина 10,1 м. За своєю площею Волгоградське водосховище поступається лише Куйбишевському і Рибінському.
Здійснює сезонне регулювання стоку (коливання рівня до 3 м). Використовується за для енергетики, водного транспорту, іригації і водопостачання. Рибальство (лящ, судак, сазан). На берегах розташовані міста Саратов, Енгельс, Камишин, Дубовка, Вольськ, Маркс.
Волгоградське водосховище — дуже важливий рекреаційний ресурс, місце туризму і відпочинку. У греблі Волзької ГЕС експлуатується один з найбільших в Росії рибопідйомників. Головні порти: Камишин, Николаєвськ, Биково, Приморськ, Дубовка.
У 1980-х роках було розгорнуто будівництво каналу Волго-Дон 2, який би безпосередньо сполучав Волгоградське водосховище з річкою Дон. (На відміну від існуючого Волго-Донського каналу, який починається на південь від Волгограду, нижче за течією від Волзької ГЕС.) Проєкт був законсервований в 1990 р.